# 异齿豆
异齿豆为豆科异齿豆属下的唯一种，分布于中国云南东南部。
异齿豆原名云南鱼藤（Derris yunnanensis），属于鱼藤属，2021年新成立异齿豆属，改名为异齿豆（Ohashia yunnanensis），为异齿豆属下唯一种。属名拉丁名Ohashia用以纪念对日本植物学家大桥广好。中文名“异齿”指该属近龙骨瓣一侧的萼齿明显长于其它萼齿。